# Мещанинов, Николай Петрович
Николай Петрович Мещанинов (1913 — 1967) — русский советский живописец и скульптор, лауреат Сталинской премии (1951).

## Биография
Николай Мещанинов родился в 1913 году в Саратовской области в крестьянской семье. Решив получить художественное образование, в 1937 году приехал в Москву.
Учился в изостудии ВЦСПС. Затем поступил в Московский художественный институт им. В. Сурикова, который окончил в 1948 году.
С 1949 года он участвовал в выставках, в том числе Всесоюзных художественных выставках (1950, 1952).
В 1951 году Николай Петрович Мещанинов был удостоен Сталинской премии II степени в области изобразительного искусства за картину «Власть Советам — мир народам», созданную совместно с Василием Басовым, Виктором Прибыловским и Михаилом Суздальцевым.
Специализировался в области портрета. Выполнил ряд портретов российских и советских государственных, военных деятелей, учёных, художников, артистов. В 1953 году портреты русских композиторов Модеста Мусоргского и Александра Даргомыжского кисти Мещанинова были установлены в Большом зале Московской консерватории.
Николай Петрович Мещанинов умер осенью 1967 года.

## Личная жизнь
Жена — Ксения Ефимовна Мещанинова (урождённая Анненкова).
Дочь — Наталья Петровна Мещанинова (10 сентября 1961), скульптор, художник, керамист.